# شهرپیت بوناکی آشوریها
شهرپیت بوناکی آشوریها مربوط به دوره عیلامیان است و در واقع شده و این اثر در تاریخ ۲۴ شهریور ۱۳۱۰ با شمارهٔ ثبت ۲۹ به‌عنوان یکی از آثار ملی ایران به ثبت رسیده‌است.